# Pseudochazara panjshira
De Pseudochazara panjshira is een vlinder uit de familie van de Nymphalidae, uit de onderfamilie van de Satyrinae. De soort is voor het eerst wetenschappelijk beschreven door Colin William Wyatt en Keiichi Omoto in een publicatie uit 1966.

## Verspreiding
De soort komt voor in diverse berggebieden in Centraal-Azië waaronder Kopet-Dag, Pamir, de Panjshirvallei en Hindoekoesj in Afghanistan en het Alajgebergte in Kirgizië.

## Habitat en vliegtijd
De vlinder kan worden aangetroffen van juli tot augustus op droge rotshellingen tussen 1500 en 3500 meter hoogte.

## Ondersoorten
- Pseudochazara panjshira panjshira (Wyatt & Omoto, 1966) (Afghanistan)
- Pseudochazara panjshira atambegi (Wyatt & Omoto, 1966) (Afghanistan)
  - = Satyrus (Pseudochazara) baldiva atambegi Wyatt & Omoto, 1966
- Pseudochazara panjshira badachshana Wyatt & Omoto, 1966 (Kirgizië)
  - = Satyrus (Pseudochazara) turkestana badachshana Wyatt & Omoto, 1966
- Pseudochazara panjshira kopetdaghi Dubatolov, 1989 (Kopet-Dag)
  - = Pseudochazara kopetdaghi Dubatolov, 1989
- Pseudochazara panjshira alaina Bogdanov, 2004
- Pseudochazara panjshira tenebroda Bogdanov, 2004